# Epirrhoe psyroides
Epirrhoe psyroides är en fjärilsart som beskrevs av Claude Herbulot 1988. Epirrhoe psyroides ingår i släktet Epirrhoe och familjen mätare. Inga underarter finns listade i Catalogue of Life.